# Цоббениц
Цоббениц (нем. Zobbenitz) — община в Германии, в земле Саксония-Анхальт.
Входит в состав района Оре. Подчиняется управлению Эбисфельде-Кальфёрде.  Население составляет 344 человека (на 31 декабря 2006 года). Занимает площадь 13,53 км².